# Relacionamento interpessoal
Na psicologia social, uma relação interpessoal (ou relacionamento interpessoal) descreve uma associação, conexão ou afiliação social entre duas ou mais pessoas. Sobrepõe-se significativamente ao conceito de relações sociais, que são a unidade fundamental de análise nas ciências sociais. As relações variam em graus de intimidade, autorrevelação, duração, reciprocidade e distribuição de poder. Os principais temas ou tendências das relações interpessoais são: família, parentesco, amizade, amor, casamento, negócios, emprego, clubes, vizinhança, valores éticos, apoio e solidariedade. As relações interpessoais podem ser reguladas pela lei, pelos costumes ou por acordo mútuo e constituem a base de grupos sociais e sociedades. Eles aparecem quando as pessoas se comunicam ou agem entre si em contextos sociais específicos, e prosperam em compromissos equitativos e recíprocos.
A análise interdisciplinar das relações baseia-se fortemente em outras ciências sociais, incluindo, mas não se limitando a: antropologia, linguística, sociologia, economia, ciência política, comunicação, matemática, serviço social e estudos culturais. Esta análise científica evoluiu durante a década de 1990 e tornou-se "ciência do relacionamento", através da pesquisa feita por Ellen Berscheid e Elaine Hatfield. Esta ciência interdisciplinar tenta fornecer conclusões baseadas em evidências através do uso da análise de dados.

## Tipos

### Relacionamentos íntimos

#### Relacionamentos românticos
Os relacionamentos românticos foram definidos de inúmeras maneiras, por escritores, filósofos, religiões, cientistas e, nos dias modernos, por conselheiros de relacionamento. Duas definições populares de amor são a Teoria Triangular do Amor de Sternberg e a teoria do amor de Fisher. Sternberg define o amor em termos de intimidade, paixão e compromisso, que ele afirma existirem em níveis variados em diferentes relacionamentos românticos. Fisher define o amor como composto de três estágios: atração, amor romântico e apego. Os relacionamentos românticos podem existir entre duas pessoas de qualquer gênero, ou entre um grupo de pessoas, como no poliamor. Com base na abertura, todos os relacionamentos românticos são de 2 tipos: abertos e fechados. Relacionamentos fechados são estritamente contra atividades românticas ou sexuais de parceiros com qualquer outra pessoa fora dos relacionamentos. Numa relação aberta, todos os parceiros permanecem comprometidos um com o outro, mas permitem que eles próprios e o seu parceiro tenham relacionamentos com outras pessoas.
Com base no número de parceiros, eles são de 2 tipos: monoamorosos e poliamorosos. Uma relação monoamorosa ou monofiel ocorre entre apenas dois indivíduos. Um relacionamento poliamoroso ou polifiel ocorre entre três ou mais indivíduos.
Embora muitos indivíduos reconheçam a única qualidade definidora de um relacionamento romântico como a presença do amor, é impossível que os relacionamentos românticos sobrevivam sem o componente da comunicação interpessoal. Dentro dos relacionamentos românticos, o amor é, portanto, igualmente difícil de definir. Hazan e Shaver definem o amor, usando a teoria do apego de Ainsworth, como compreendendo proximidade, apoio emocional, autoexploração e angústia de separação quando se separa da pessoa amada. Outros componentes comumente considerados necessários para o amor são atração física, semelhança, reciprocidade, e autorrevelação.
Embora os relacionamentos não tradicionais continuem a aumentar, o casamento ainda constitui a maioria dos relacionamentos, exceto entre os adultos emergentes. Também ainda é considerado por muitos como ocupando um lugar de maior importância entre as estruturas familiares e sociais.

### Relações familiares
Nos tempos antigos, as relações entre pais e filhos eram muitas vezes marcadas pelo medo, quer de rebelião, quer de abandono, resultando em papéis filiais estritos, por exemplo, na Roma antiga e na China. Freud concebeu o complexo de Édipo, a suposta obsessão que os meninos têm pelas mães e o medo e a rivalidade que os acompanham com os pais, e o complexo de Electra, no qual a jovem sente que a mãe a castrou e, portanto, fica obcecada por ela. pai. As ideias de Freud influenciaram o pensamento sobre as relações entre pais e filhos durante décadas.
Outra concepção inicial das relações entre pais e filhos era a de que o amor só existia como um impulso biológico para a sobrevivência e o conforto por parte da criança. Em 1958, entretanto, o estudo de Harry Harlow "The Hot Wire Mother", comparando as reações de Rhesus às "mães" substitutas de arame e às "mães" de tecido, demonstrou que o afeto era desejado por qualquer cuidador e não apenas pelas mães.
Os relacionamentos entre irmãos têm um efeito profundo nos resultados sociais, psicológicos, emocionais e acadêmicos. Embora a proximidade e o contato geralmente diminuam com o tempo, os laços entre irmãos continuam a ter efeito ao longo da vida. Os laços entre irmãos são um dos poucos relacionamentos duradouros que os humanos podem experimentar. As relações entre irmãos são afetadas pelas relações entre pais e filhos, de modo que as relações entre irmãos na infância muitas vezes refletem os aspectos positivos ou negativos das relações dos filhos com os pais.

### Outros exemplos de relacionamento interpessoal
- Amizade igualitária e platônica[18]
- Inimizade
- Aminimigo - uma pessoa com quem um indivíduo mantém uma interação amigável apesar do conflito subjacente, possivelmente abrangendo rivalidade, desconfiança, ciúme ou competição[19]
- Vizinho
- Estranheza familiar
- Relacionamento queerplatônico

Os negócios são geralmente considerados distintos das relações pessoais, um modo contrastante que, além de desvios da norma, se baseia em interesses não pessoais e em preocupações racionais e não emocionais.
- Relações comerciais
  - Parceria
  - Empregador e empregado
  - Contratante
  - Cliente
  - Proprietário e inquilino
  - Colega de trabalho